# جون شوماخر
جون شوماخر (بالإنجليزية: John Schumacher)‏ هو سياسي أمريكي، ولد في 1816، وتوفي في 1885.